# Orgyia rindgei
Orgyia rindgei är en fjärilsart som beskrevs av Riotte 1972. Orgyia rindgei ingår i släktet fjädertofsspinnare, och familjen tofsspinnare. Inga underarter finns listade i Catalogue of Life.